# Нойфарн-бай-Фрайзинг
Нойфарн-бай-Фрайзинг (нем. Neufahrn bei Freising) — община в Германии, в земле Бавария.
Подчиняется административному округу Верхняя Бавария. Входит в состав района Фрайзинг. Население составляет 19 046 человек (на 31 декабря 2010 года). Занимает площадь 45,51 км².